# Tenellulus
Tenellulus is een geslacht van rechtvleugeligen uit de familie sabelsprinkhanen (Tettigoniidae). De wetenschappelijke naam van dit geslacht is voor het eerst geldig gepubliceerd in 2012 door Cadena-Castañeda.

## Soorten
Het geslacht Tenellulus  is monotypisch en omvat slechts de volgende soort:
- Tenellulus ariasi (Cadena-Castañeda, 2012)